# تری‌گلیسین سولفات
تری‌گلیسین سولفات (به انگلیسی: Triglycine sulfate) یک ترکیب شیمیایی با شناسه پاب‌کم ۱۰۵۵۱ است. شکل ظاهری این ترکیب، پودر سفید است.